# Radisson (Wisconsin)
Radisson és una població dels Estats Units a l'estat de Wisconsin. Segons el cens del 2000 tenia 222 habitants.

## Demografia
Segons el cens del 2000, Radisson tenia 222 habitants, 98 habitatges, i 58 famílies. La densitat de població era de 214,3 habitants per km².
Dels 98 habitatges en un 28,6% hi vivien nens de menys de 18 anys, en un 44,9% hi vivien parelles casades, en un 9,2% dones solteres, i en un 40,8% no eren unitats familiars. En el 31,6% dels habitatges hi vivien persones soles el 14,3% de les quals corresponia a persones de 65 anys o més que vivien soles. El nombre mitjà de persones vivint en cada habitatge era de 2,27 i el nombre mitjà de persones que vivien en cada família era de 2,84.
Per edats la població es repartia de la següent manera: un 24,3% tenia menys de 18 anys, un 7,2% entre 18 i 24, un 25,7% entre 25 i 44, un 21,2% de 45 a 60 i un 21,6% 65 anys o més.
L'edat mediana era de 41 anys. Per cada 100 dones de 18 o més anys hi havia 100 homes.
La renda mediana per habitatge era de 25.625 $ i la renda mediana per família de 38.500 $. Els homes tenien una renda mediana de 37.813 $ mentre que les dones 18.750 $. La renda per capita de la població era de 16.122 $. Aproximadament el 8,9% de les famílies i el 16,5% de la població estaven per davall del llindar de pobresa.

## Poblacions més properes
El següent diagrama mostra les poblacions més properes.